# Sosthène Ayikuli
Sosthène Ayikuli Udjuwa (ur. 7 lipca 1963 w Faradje) – kongijski duchowny katolicki, biskup Mahagi-Nioka od 2011.

## Życiorys

### Prezbiterat
Święcenia kapłańskie przyjął 15 lipca 1993. Studiował prawo kanoniczne w Kinszasie i w Rzymie. Inkardynowany do diecezji Mahagi-Nioka, był m.in. wykładowcą niższego seminarium diecezjalnego i wydziału teologicznego, a także (w latach 2009-2010) tymczasowym administratorem diecezji.

### Episkopat
16 listopada 2010 papież Benedykt XVI mianował go biskupem ordynariuszem diecezji Mahagi-Nioka. Sakry biskupiej udzielił mu 12 stycznia 2011 metropolita Kisangani - arcybiskup Marcel Utembi.